# Le Christ en croix (Zurbarán)
Pour les articles homonymes, voir Le Christ en croix.
Le Christ en croix est un tableau de Francisco de Zurbarán réalisé en 1627 et conservé à l'Art Institute of Chicago.

## Histoire
En 1626, Francisco de Zurbarán signe devant notaire un nouveau contrat avec la communauté des Frères prêcheurs de l'Ordre dominicain de San Pablo de Real, à Séville: il doit exécuter 21 tableaux en huit mois. Et c'est en 1627 qu'il peint le Christ en Croix, œuvre admirée à un point tel par ses contemporains que le Conseil Municipal de Séville lui propose de venir s'installer dans cette ville en 1629.

## Composition
Dans ce tableau, l'impression de relief est saisissante. Le Christ est cloué sur une croix au bois mal équarri. Le linge blanc, lumineux, qui lui ceint la taille (le périzonium), avec son drapé savant et déjà baroque, contraste dramatiquement avec les muscles souples et bien formés du corps.

## Analyse

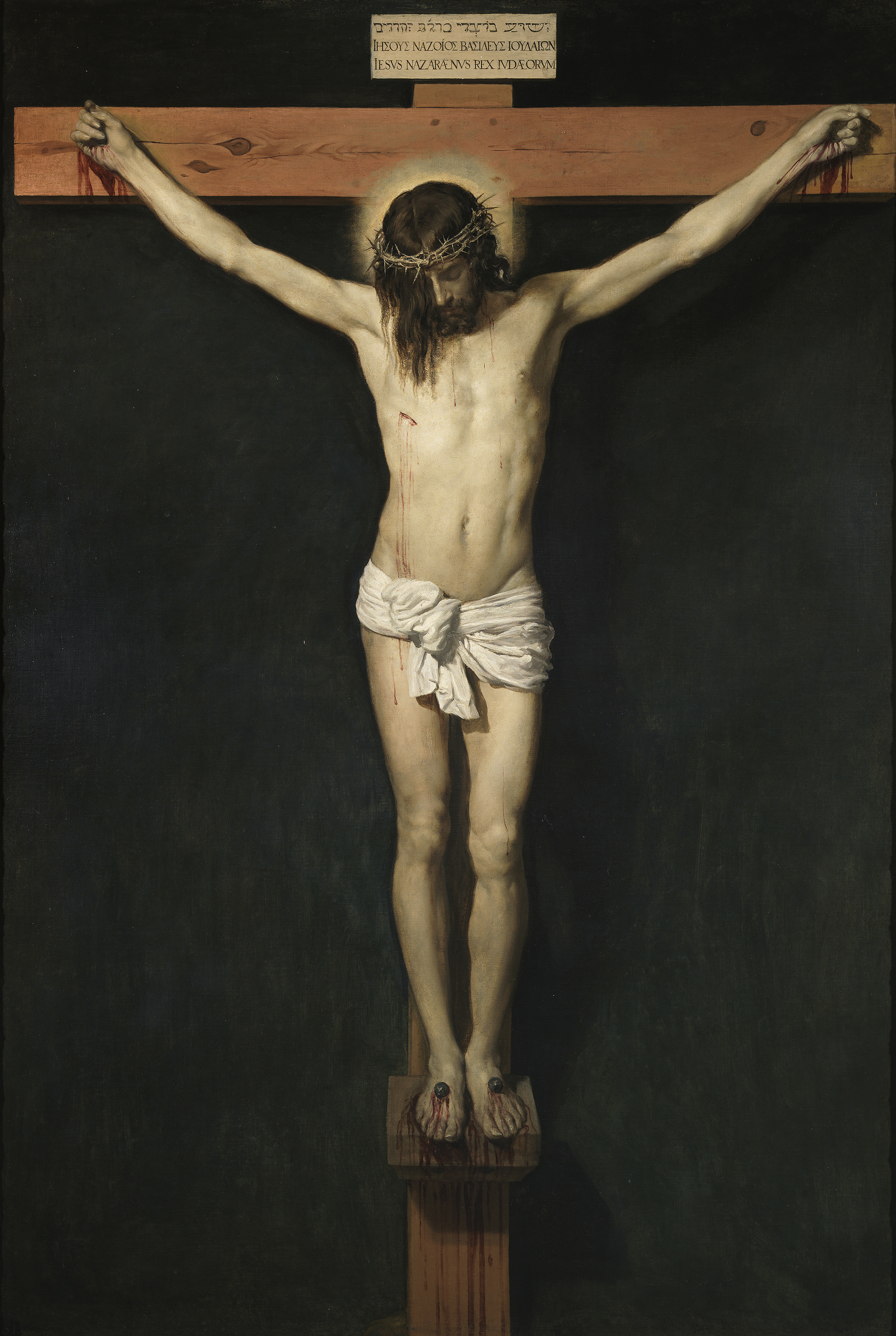
Le Christ en croix de Diego Vélasquez
c. 1632
Musée du Prado, Madrid

Comme pour Le Christ en croix de Diego Vélasquez (peint en 1627, plus raide et plus symétrique), les pieds sont ici cloués séparément. À cette époque, des ouvrages parfois monumentaux disputent des représentations de la Crucifixion et notamment du nombre de clous. Par exemple les Révélations de Sainte Brigitte qui parlait de quatre clous. Par ailleurs, après les décrets tridentins, l'esprit de la Contre-Réforme s'oppose aux grandes mises en scène et oriente plutôt les artistes vers des représentations du Christ seul. Enfin, bien des théologiens soutiennent que le corps de Jésus et celui de Marie ne pouvaient être que parfaits. Zurbarán adopte ces leçons, et s'affirme à vingt-neuf ans comme un maître incontestable.
Le visage fin s'incline sur l'épaule droite. La souffrance semble dépassée et laisse place à un ultime songe de Résurrection, dernière pensée d'une vie promise dont le corps, non plus torturé mais déjà glorieux, se fait le signe.